# Scrophularia gorganica
Scrophularia gorganica är en flenörtsväxtart som beskrevs av Karl Heinz Rechinger. Scrophularia gorganica ingår i släktet flenörter, och familjen flenörtsväxter. Inga underarter finns listade i Catalogue of Life.